# Rana ornativentris
Rana ornativentris es una especie de anfibio anuro de la familia Ranidae.

## Distribución geográfica
Esta especie es endémica de Japón. Se encuentra hasta 2000 m sobre el nivel del mar en las islas de Honshū, Shikoku, Kyushu y Sado.

## Descripción
Rana ornativentris mide 42 a 60 mm para los machos y de 36 a 78 mm para las hembras. Su color general es beige con manchas más oscuras en el dorso y las extremidades. En el macho, el color de la barriga se vuelve naranja durante el período de reproducción.

## Cariotipo
Rana ornativentris tiene un cariotipo atípico en el sentido de que consta de solo 24 cromosomas diploides.

## Farmacología
Se extrajeron seis péptidos con actividad antimicrobiana de muestras de piel liofilizadas de Rana ornativentris:
- brevinin-20a (11 nmol/g de materia seca);
- brevinin-20b (170 nmol/g de materia seca);
- temporin-10a (13 nmol/g materia seca);
- temporin-10b (350 nmol/g de materia seca);
- temporin-10c (14 nmol/g materia seca) y
- temporin-10d (8 nmol/g materia seca).

Estos últimos cuatro péptidos, como sugiere su nombre, también se encuentran en la piel de Rana temporaria.

## Publicación original
- Werner, 1903 : Über Reptilien und Batrachier aus Guatemala und China in der zoologischen Staats-Sammlung in München nebst einem Anhang über seltene Formen aus anderen Gegenden. Abhandlungen der Königlich Bayerischen Akademie der Wissenschaften, sér. 2, vol. 22, p. 343-384[4]